# Emund den gamle
Emund den gamle eller Emund slemme var svensk kung från cirka 1050, död cirka 1060. Han var son till Olof Skötkonung och frillan Edla och halvbror till sin företrädare på tronen, Anund Jakob. Emund den gamle blev den siste svenske kungen av Erik Segersälls ätt.

## Emund enligt källorna
Emund är främst känd genom uppgifter från Adam av Bremen men även från Hervararsagan, Snorre Sturlassons Heimskringla och från Västgötalagens kungalängd. En samtida runsten, Gästriklands runinskrifter 11, omnämner Emund.
Enligt Adam av Bremen var Emund son till en av Olofs frillor, och fast han medger att Emund var döpt menar  Adam att Emunds kristendom inte var riktigt seriös, och att han lät den kristna missionen drivas av den självutnämnde ärkebiskopen Osmundus. När Hamburgs katolska ärkestift försökte att ersätta denne med sin egen biskop, Adalvard den äldre, ska Emund ha avvisat denne. Enligt Adam gav Osmundus Emund och folket en oriktig undervisning i kristendom. Adams negativa omdöme torde bero på att Emund aktivt stödde den engelska missionsverksamheten på bekostnad av den från ärkestiftet Hamburg-Bremen.  I samma stycke meddelas också att den ende som stödde Adalvard var Stenkil, men Adam är oklar över om denne var Emunds nepos (syskonbarn eller möjligen barnbarn) eller privignus (styvson). Senare kallas han dock bara nepos. En del historiker har tolkat detta som att Emund var make till Astrid Nialsdotter, som enligt Hervarsagan var mor till Stenkil, i hennes andra gifte. I ett skolion meddelas också att Emund skickade sin son Anund på krigståg till "kvinnornas land" (troligen Kvänland[källa behövs]), där denne dog sedan försvararna förgiftat deras dricksvatten.
Västgötalagens kungalängd placerar en kung Emund "slemme" (dålig, okunnig, opålitlig eller usel) efter Anund Jakob, och meddelar att han undertecknade ett traktat med kungen av Danmark som fastslog ländernas gränser:
| ”                            | Tredje var Emund Slemme, för han var vrång [sliskær] och ej god att tas med i de mål han ville främja. Och han gjorde skäl (råmärke) mellan Sverige och Danmark, så som sägs i landamären. | „ |
| – Västgötalagens kungalängd, | |   |

Snorre Sturlasson har inte mycket att säga om Emund, mer än att han uppfostrades hos sin mors släkt i "Vindland" och att han skall ha varit den kung som 1035 hjälpte Magnus den gode när han försökte återta sin fars tron.
Inte heller den kungliga ättelängden i Hervarsagan har mycket att säga om honom:
| ” | Olaf den svenske (Olof Skötkonung) hade en annan son som kallades Emund, och som besatte tronen efter sin broder. På hans tid försummade svearna kristendomen. Emund var kung endast för en kort tid. | „ |

På fornsvenska benämns Emund Æmunðær gamlæ eller Æmunðær gammal. Detta tillnamn – den gamle på modern svenska – fick han eftersom han var ålderstigen när han blev kung.
Förutom sonen Anund kan enligt en hypotes av Mats G. Larsson Emund möjligen ha varit far till Ingvar den vittfarne, vilken ledde ett stort vikingatåg i österled och dog i Särkland år 1041.

## Gränsläggningstraktaten med Danmark
Enligt Västgötalagens kungalängd formaliserade kung Emund gränsläggningen mellan Sverige och Danmark. Enligt Gränsläggningstraktaten upprättades överenskommelsen mellan Emund Slemme och den danske kungen Sven Tveskägg. Det gjordes med sex gränsstenar från Halland till Brömsebro. Med små förändringar kom gränsen mot Danmark att gälla fram till 1600-talet.
Eftersom Sven Tveskägg regerade åren 985–1014, alltså 35 år före Emund den gamle, ger uppgiften om gränsläggningstrakten problem med kronologin. Problemet har vanligen lösts genom att anta att det inte är Sven Tveskägg utan Sven Estridsson (kung 1047–1074) som avses, men Lauritz Weibull föreslog att denne Emund Slemme inte är identisk med Emund den gamle utan med Emund Eriksson. I så fall skall gränsdragningen ha skett i början av Sven Tveskäggs regering, eftersom det är säkert att Erik Segersäll var kung 992. Weibull tog dock senare avstånd från sin egen teori, men andra författare såsom Åke Ohlmarks har fortsatt att hävda den. Peter Sawyer har istället hävdat att traktaten är en dansk förfalskning från 1200-talet. Modern forskning betvivlar gränstraktatens äkthet.